# Антифат
Антифат або Антипатей (дав.-гр. Ἀντιφάτης) — персонаж давньогрецької міфології. Син Мелампода і брат Мантія. Батько Оїкла, якому його народила Зевксіппа. Цар лестригонів. Його дочка привела супутників Одіссея до батька. У країні лестригонів Одіссей втратив одинадцять кораблів. «Антипатову межу» згадує Овідій.